# Geliefden van Hasanlu
De geliefden van Hasanlu (Engels: Hasanlu Lovers) is een paar van menselijke skeletten gevonden in de archeologische site Hasanlu Teppe, Iran. Het stel lijkt elkaar lief te hebben, maar of dit ook werkelijk de situatie was is onduidelijk.

## Ontdekking
Rond het jaar 800 voor Christus werd wat nu Hasanlu genoemd wordt aangevallen door een, voor alsnog onbekende, invasiemacht die de bewoners ongeacht geslacht of leeftijd dood achter liet. In de Iraanse archeologische plaats worden overal skeletten van mensen gevonden. Ze liggen allemaal op de plek waar zij zijn overleden. De omliggende gebouwen vertonen allemaal tekenen van brand.
Een paar skeletten valt in het bijzonder op. Dit stel werd tijdens een archeologisch onderzoek in 1973 gevonden in een bak van leem en gips. In eerste instantie werd hun leeftijd op 6.000 jaar geschat, maar uit C14-datering blijkt dat zij 2.800 jaar geleden leefden. Beide skeletten vertonen tekenen van geweld rond de tijd van hun dood, maar geen van deze verwondingen waren dodelijk. Eventuele dodelijke verwondingen in zacht weefsel kunnen niet aangetoond worden in de botten. Archeologen vermoeden dat de twee door verstikking om het leven zijn gekomen. Waarom de twee zich in de bak bevonden en geen objecten zoals sieraden bij zich hadden is onduidelijk.
De twee skeletten liggen naast elkaar en ze kijken elkaar aan. Ogenschijnlijk omhelzen zij elkaar. Het linker skelet raakt het gezicht van het rechter skelet aan. Het rechter skelet ligt met diens rechter arm onder het lichaam van het linker. Het linker skelet ligt ook iets op de zij. Waarom de twee zo lagen is onbekend. De omstandigheden rond hun dood zijn mogelijk anders dan de overige doden in Hasanlu, omdat die skeletten nog met hun eigendommen, zoals sieraden, werden gevonden. Dit stel werd zonder sieraden gevonden, zij hadden alleen een stenen plaat onder hun hoofden. De twee waren beiden ongeveer 1,50 meter in lichaamslengte.

## Omschrijving
Van de beide skeletten zijn ook de (biologische) gegevens vastgelegd. Zij waren beiden vrij jong en gezond, maar wel (ernstig) gewond.
HAS 73-5-799 (Sk 335)
- Ligt op de rug, maar het hoofd is gedraaid naar Sk 336
- Vrijwel compleet, jongvolwassene, vermoedelijk 19 tot 22 jaar oud, 3e verstandskies net doorgebroken
- Bekken is duidelijk mannelijk, het cranium is mogelijk door de jonge leeftijd minder uitgesproken mannelijk
- Geen tanderosie of gaatjes, geen oude geheelde wonden.

HAS 73-5-800 (Sk 336)
- Het ligt op de linker zijde naar Sk 335 gekeerd, de rechterhand raakt het gezicht van Sk 335 aan.
- Grotendeels compleet skelet van een oudere jongvolwassene van 30 tot 35 jaar oud. In de ruggengraat zijn tekenen van osteoartritis.
- Geslachtskenmerken zijn minder duidelijk, maar suggereren nog steeds dat het een mannelijk skelet betreft. In dit geval is het cranium wel duidelijk man, het bekken juist minder duidelijk.
- De lichaamsbouw van deze persoon was verfijnder, minder robuust dan die van Sk 335.

## Vergelijkbare vondsten
Over de hele wereld zijn er vergelijkbare vondsten gedaan van overleden mensen die elkaar omhelzen. Waaronder:
- Geliefden van Valdaro, een 6.000 jaar oud stel
- Geliefden van Cluj-Napoca, stel gestorven tussen 1450 en 1550
- Geliefden van Modena, mannelijk stel gestorven tussen de 4e en 6e eeuw
- Knuffelende skeletten van Alepotrypa, een stelletje dat ongeveer 5.800 jaar lang lepeltje-lepeltje ligt